# Lucy Pevensie
Lucy Pevensie (* 1932 in England; † 1949) ist ein fiktiver Charakter aus der Buchreihe Die Chroniken von Narnia von C. S. Lewis. Sie kommt in drei Büchern als Hauptfigur und in zwei Büchern als Nebenfigur vor.

## Biografie

### Frühe Kindheit
Lucy Pevensie wurde um 1932 in England geboren. Über ihre frühe Kindheit ist nichts bekannt.

### Entdeckung Narnias

#### Der König von Narnia
Im Zweiten Weltkrieg wurde Lucy mit ihren Geschwistern aufs Land in das Haus des Professors Digory Kirke geschickt. Sie entdeckte Narnia beim Versteckspielen mit ihren Geschwistern in einem Kleiderschrank, in dem sie sich versteckte. Dort traf sie den Faun Herr Tumnus (auch Mr Tumnus, Sir Tumnus), der ihr erzählte, dass die weiße Hexe Jadis, die unrechtmäßige Königin Narnias, einen Fluch über Narnia gelegt hatte, der besagt, dass ewiger Winter herrscht, aber nie Weihnachten. Herr Tumnus lud Lucy zum Tee zu sich nach Hause ein und gestand ihr, dass dies eine Falle sei, und er sie der Weißen Hexe ausliefern müsse, da diese befohlen habe, ihr jeden Menschen auszuliefern. Doch Herr Tumnus hilft Lucy zu fliehen, und sie verlässt den Kleiderschrank und erzählt sofort ihren Geschwistern, was vorgefallen ist. Doch diese wollen Lucy nicht glauben.
Als Lucy in der Nacht erneut nach Narnia geht, folgt ihr Bruder Edmund ihr und gelangt ebenfalls nach Narnia. Dort trifft er die Weiße Hexe, von der er sich einreden lässt, dass sie die wahre Königin von Narnia ist, und er mit seinen Geschwistern zurück nach Narnia kommen soll, damit sie ihn zum König krönen kann. Lucy war in dieser Zeit erneut bei Herr Tumnus. Später begegnen sich Lucy und Edmund in Narnia und kehren in ihre Welt zurück. Doch als Lucy ihren Geschwistern erzählt, dass Edmund nun auch in Narnia gewesen sei, meint dieser, dass die beiden nur gespielt hätten.
Am nächsten Tag spielen die Geschwister Wurfball, wobei Edmund den Ball durch das Fenster wirft. Um der Wut der Haushälterin Mrs. Macready zu entgehen, flüchten die 4 Geschwister in den Schrank und entdecken Narnia. Dort angelangt will Lucy ihren Geschwistern Herr Tumnus vorstellen, doch sie findet nur seine verwüstete Hütte vor. In der Wohnung fanden die vier Geschwister einen Brief, in dem stand, dass Herr Tumnus wegen Hochverrats festgenommen worden sei. Draußen trafen die Kinder auf einen Biber, der sie in seinen Bau einlud.
Der Biber und seine Frau erzählten ihnen von Aslan, dem wahren König von Narnia, und dass die Pevensies dazu auserwählt seien, die Weiße Hexe zu besiegen. Während sie sich mit den Bibern unterhielten, bemerkten die Pevensies, dass Edmund plötzlich verschwunden war. Als dann auch noch die Wölfe der Weißen Hexe sie bedrohten, flüchteten sie und die Biber. Unterwegs trafen sie den Weihnachtsmann, der Lucy einen Dolch und ein Feuerblumenelexier gab, mit dem sich jede Wunde heilen lässt. Nachdem die Pevensies und die Biber bei Aslans Lager angekommen waren, befreiten Aslans Truppen Edmund aus den Fängen der Weißen Hexe. Als Aslan sich für Edmund opferte, begleiteten ihn Lucy und ihre Schwester Susan. Nachdem Aslan auferstanden war, kämpfte er gegen Jadis und tötete sie.
Nach der gewonnenen Schlacht wird Lucy neben ihren Geschwistern als Königin Lucy die Tapfere zur Königin von Narnia gekrönt.

### Herrschaft als Königin in Narnia

#### Der Ritt nach Narnia
Das Zeitalter, in dem Lucy und ihre Geschwister Narnia regieren, wird als das Goldene Zeitalter beschrieben. Das Buch Der Ritt nach Narnia spielt in der Zeit, als Lucy und ihre Geschwister Könige von Narnia sind. Lucy kämpft in dieser Geschichte als Bogenschützin für Archenland in der Schlacht gegen die Kalormenen.

#### Der König von Narnia(Ende)
Am Ende von Der König von Narnia entdeckt die bereits erwachsene Lucy die Straßenlaterne im Laternendickicht, dem Teil von Narnia, in dem Lucy Herr Tumnus getroffen hatte, geht mit ihren Geschwistern den Weg entlang, durch den sie ursprünglich nach Narnia kam, und kommt mit ihren Geschwistern durch den Kleiderschrank in das Haus des Professors zurück. Während in Narnia über 10 Jahre vergangen sind, sind hier nur wenige Minuten vergangen. Somit sind Lucy und ihre Geschwister wieder genauso alt wie zu Beginn des Buches.

### Spätere Reisen nach Narnia

#### Prinz Kaspian von Narnia
Ein Jahr nach ihrem ersten Besuch in Narnia stehen Lucy und ihre Geschwister an einer U-Bahn-Station, um zur Schule zu gelangen und werden von dort aus von Prinz Kaspian X. durch Susan Pevensies Horn zurück nach Narnia gerufen. Während in ihrer Welt nur ein Jahr vergangen war, waren in Narnia 1300 Jahre vergangen. In Narnia angelangt retteten die Pevensies den Zwerg Trumpkin, der ihnen erzählte, dass die Telmarer, ein menschliches Volk aus dem Westen, in der Abwesenheit der Pevensies Narnia erobert und Aslan Narnia verlassen hatte.
Lucy war die erste der Pevensies, die Aslan sah, anfangs wollte es ihr allerdings keiner glauben. Nach und nach sahen ihn allerdings auch die anderen Pevensies. An Aslans Seite besiegt Lucy später die Truppen der Telmarer. Nach der Krönung Kaspians zum König der Narnianen und der Telmarer kehren Lucy und ihre Geschwister wieder nach England zurück.

#### Die Reise auf der Morgenröte
Ein Jahr nach ihrem zweiten Aufenthalt in Narnia verbringen Lucy und Edmund ihre Ferien bei ihrem Cousin Eustachius. Dort entdecken die beiden ein Bild, durch das sie und Eustachius nach Narnia an Bord des Schiffes Morgenröte gelangen. In Narnia sind diesmal 3 Jahre vergangen. An Bord der Morgenröte befindet sich unter anderem Kaspian, der es sich zur Aufgabe gemacht hat, sieben verschwundene Lords seines Vaters zu finden.
Auf einer einsamen Insel wird sie von den Tölpelbeinern entführt und muss einen Zauberspruch aussprechen, der in einem dicken Zauberbuch steht. In dem Buch findet sie allerdings heraus, was ihre Freundin heimlich über sie sagt und will letztendlich sogar wie ihre Schwester Susan aussehen. Aslan erklärt ihr, dass sie einen Fehler begangen habe, da sie an sich selbst gezweifelt habe.
Am Ende der Reise erfährt Lucy, dass sie nicht mehr nach Narnia zurückkommen werde, da sie zu alt geworden sei, und kehrt gemeinsam mit Edmund und Eustachius in ihre Welt zurück.

### Tod

#### Der letzte Kampf
1949 stirbt Lucy bei einem Zugunglück und kommt nach Narnia zurück. Dort erlebt sie als eine der sogenannten Sieben Freunde Narnias Narnias Untergang mit, trifft ihre alten narnianischen Freunde wieder und kommt in Aslans Land.

## Verwandte

### Geschwister
Ihr Bruder Edmund Pevensie (1930–1949) kam gemeinsam mit Lucy dreimal nach Narnia und zählte später zu den Sieben Freunden Narnias.
Ihr Bruder Peter Pevensie (1925–1949) kam zweimal nach Narnia und war in der Goldenen Zeit Hochkönig von Narnia. Während der Reise auf der Morgenröte lernte er mit Professor Digory Kirke für seine Examen. Er zählte später ebenfalls zu den Sieben Freunden Narnias.
Ihre Schwester Susan Pevensie (* 1928) kam zweimal nach Narnia. Sie stirbt als einzige der Pevensies nicht bei dem Zugunglück und zählt nicht zu den Sieben Freunden Narnias.

### Eltern
Ihre Mutter Helen Pevensie (um 1900–1949) stirbt ebenfalls bei dem Zugunglück und kommt in Aslans Land, zählt allerdings nicht zu den Sieben Freunden Narnias. Für ihren Mann, der im Krieg gegen die Deutschen gekämpft hat, gilt dasselbe.

### Weitere Verwandte
Lucys Cousin Eustachius Knilch, englisch Eustace Scrubb, (1933–1949) kommt in Die Reise auf der Morgenröte erstmals nach Narnia. Er zählt später ebenfalls zu den Sieben Freunden Narnias. Seine Eltern sind Harold und Alberta Knilch.

## Filme und Schauspieler
- 1967: The Lion, The Witch and the Wardrobe (gespielt von Liz Crowther)
- 1979: Der König von Narnia (Zeichentrickfilm) (gesprochen von Rachel Warren)
- 1988–1989: Die Chroniken von Narnia (BBC) (gespielt von Sophie Wilcox und Juliet Waley)
  - 1988: Der König von Narnia
  - 1989: Prinz Kaspian & die Reise auf der Morgenröte
- 2005–2010: Die Chroniken von Narnia (Walden Media) (gespielt von Georgie Henley und Rachael Henley), bestehend aus:
  - 2005: Der König von Narnia
  - 2008: Prinz Kaspian von Narnia
  - 2010: Die Reise auf der Morgenröte

## Deutsche Synchronsprecher

### BBC-Verfilmung
- Sabine Bohlmann

### Walden-Media-Verfilmung
- Teil 1: Marie-Christin König
- Teil 1 (erwachsen): Angela Wiederhut
- Teil 2 und 3: Leslie-Vanessa Lill

## Parodien
- 2005: Loo Peversie in Die Chroniken von Blarnia: Die ultimative Parodie von Michael Gerber[7]
- 2007: Lucy Pervertsky in Fantastic Movie (gespielt von Jayma Mays)

## Inspirationen
C. S. Lewis wurde bei der Figur der Lucy Pevensie von zweierlei Personen inspiriert. Zum einen von Lucy Barfield, der Tochter des Schriftstellers Owen Barfield und Patentochter von C. S. Lewis, der Der König von Narnia gewidmet wurde. Zum anderen von der aus der italienischen Gemeinde Narni stammenden Lucia Brocadelli (auch Lucy da Narni), die noch heute von der katholischen Kirche verehrt wird.